# 진주 청원리 이씨고가
진주 청원리 이씨고가(晋州 淸源里 李氏古家)는 대한민국 경상남도 진주시 지수면 청원리에 있는 건축물이다.
1985년 1월 23일 경상남도의 문화재자료 제107호 진양청원리이씨고가으로 지정되었다가, 2018년 12월 20일 현재의 명칭으로 변경되었다.

## 개요
조선 고종 17년(1880)에 청호공이 지은 집이다. 안채와 사랑채가 一자형으로 앞뒤로 나란히 배치되고, 사랑채를 중심으로 헛간과 대문채 등이 ㅁ자형으로 놓인 구조를 이루고 있다.
안채는 앞면 5칸·옆면 3칸 규모이며, 지붕은 옆면에서 볼 때 여덟 팔(八)자 모양인 팔작지붕이다. 앞면 5칸 중에서 대청마루가 2칸으로 다른 공간에 비해 유달리 큰 것이 특이하다. 대청 뒷면은 격자무늬 문을 설치하여 제사 도구를 보관하게 하고 제사 의식 때 사용하는 공간으로 넓혔다.
안채 8칸·사랑채 5칸·곳간채 3칸·헛간 6칸·대문채 3칸을 잘 보존하고 있는 전형적인 남부 부농 민가이다.

## 참고 자료
- 진주 청원리 이씨고가 - 국가유산청 국가유산포털